# Bsiss
Bsiss est une sucrerie de la région du Souss au Maroc. Il s'agit de farine d'orge torréfiée mélangée à de l'huile d'argan et à du miel. Bsiss est servi aux nouveaux mariés.